# Приглашение в замок
«Приглашение в замок» (фр. L'Invitation au Château) — комедия в пяти действиях французского драматурга Жана Ануя, написанная в 1947 году. В 1950 году Кристофер Фрай адаптировал её для английской сцены под названием «Ореол вокруг Луны» (англ.).

## Действующие лица
Леди Демерморт — хозяйка замка

Орас — племянник леди Демерморт, брат-близнец Фредерика, светский, уверенный в себе молодой человек

Фредерик — племянник леди Демерморт, брат-близнец Ораса, мечтатель и романтик

Леди Доротея Индия — племянница леди Демерморт, двоюродная сестра Ораса и Фредерика, эксцентричная особа

Ромуальд Мессершман — банкир, богатый промышленник

Диана Мессершман — его дочь, своенравная богатая наследница

Патрис Бомбель — секретарь Мессершмана, любовник леди Доротеи

Роменвиль — гость замка леди Демерморт

Изабелла — фигурантка парижской «Гранд-Опера»

Мать Изабеллы

Мадемуазель Капюла — компаньонка леди Демерморт

Жозюэ — дворецкий в замке леди Демерморт

## Сюжет
Орас, один из двух братьев-близнецов, хочет избавить Фредерика от «дурацкой», по его мнению, влюбленности в Диану Мессершман. Девушка не отвечает ему взаимностью, а только изображает влюбленность, чтобы хоть как-то заменить Фредериком Ораса, в которого на самом деле влюблена. Для этого Орас приглашает на бал в замок своей тети Изабеллу, танцовщицу «Гранд-Опера», которую решает выдать за племянницу одного из гостей — Роменвиля. На самом деле Роменвиль покровительствует девушке в надежде сделать из неё любовницу. Изабелла прибывает в замок вместе с матерью, восторженной, но недалекой женщиной, и сразу влюбляется в Ораса, поэтому и соглашается на авантюру, им предложенную. Она должна сыграть богатую наследницу, затмить Диану, чтобы та почувствовала свою ничтожность, и разыграть пылкую влюбленность во Фредерика, в то время как Орас будет изображать чувства к ней самой.
Во время бала всё сразу пошло не так, как задумывал Орас: мать Изабеллы оказалась старинной подругой мадемуазель Капюла. Она сочинила целую романтическую историю, которую Капюла передала своей хозяйке. В это время Изабелла изо всех сил старается выполнять указания Ораса и достигает определенных успехов. Диана жалуется своему отцу, что она одинока, что никто не обращает на неё внимания. Мессершман решает сделать всё для счастья своей дочери.
Изабелла по указанию Ораса признается Фредрику в любви. Чтобы добавить в сцену драматичности, он решает, что Изабелла должна кинуться в фонтан с горя. Это слышит Диана: она понимает, что Изабелла фальшивка и грозится всем рассказать. Изабелле уже не страшно — она и сама решает уехать, потому что больше не в силах унижаться. Диана оскорбляет девушку, начинается драка, которую прерывает появление Фредерика. Изабелла принимает его за Ораса, она кричит ему, что любит его. Диана объясняет ей оплошность.
Желание Изабеллы сбежать растет. Здесь её находит Мессершман, он предлагает ей деньги, чтобы она уехала. Изабелла отказывается раз за разом, в конце концов они с банкиром рвут банкноты. Мессершман решает продать своё дело, уехать обратно в Краков.
Леди Демерморт, которая узнала все от Капюла, и Орас решают, что шутка затянулась. Во время разговора они видят, что Изабелла идет к фонтану и пытается утопиться. Орас вытаскивает её из бассейна. Леди Демерморт в присутствии Фредерика, который решил порвать с Дианой, убеждает Изабеллу, что она влюблена не в Ораса, а во внешнюю оболочку. Она соединяет двух молодых людей с разбитыми сердцами.
Приходит известие о банкротстве Мессершмана. Орас, который с самого начала любил Диану, решает, что теперь он может жениться на ней: ведь теперь никто не подумает, что он женится на деньгах. Но самое интересное впереди. Мессершману приходит телеграмма: все его активы скуплены, он стал вдвое богаче чем был.

## Постановки
Первая постановка состоялась в 1947 году в Театре де л’Ателье в Париже (режиссёр — Андре Барсак, с оригинальной музыкой Ф. Пуленка). Роли Ораса и Фредерика исполнил известный французский актёр Мишель Буке. В 1953 году пьеса была поставлена ещё раз с абсолютно другим составом. В роли Изабеллы выступила Бриджит Бардо. В постановке 1962 года сыграли Жорж Марша́ль (Орас/Фредерик) и Женевьева Град (Изабелла), роль Дианы Мессершман играла дочь Жана Ануя Катрин.
Английская адаптация «Ring Round the Moon» не раз ставилась в Лондоне и на Бродвее. В 1950 году премьера состоялась в театре Ройал Хеймаркет, роль близнецов исполнил Джон Стэндинг, роль Изабеллы Ангела Торн. Самая последняя постановка — в Театре Плейхаус в 2008 году (в роли близнецов — Джей Джей Филд).
В России «Приглашение в замок» было поставлено в 2005 году в Театре Ленсовета в Санкт-Петербурге. Роли Ораса и Фредерика исполнял Андрей Зибров, впоследствии — Михаил Карпенко, роль Дианы Мессершман — Анна Ковальчук, её отца — Сергей Мигицко.
В Москве Театр Российской армии поставил пьесу на малой сцене. В роли Мессершмана долгое время играл народный артист СССР Владимир Зельдин.
В 2012 году пьеса была поставлена в ГМИИ им. А. С. Пушкина Маргаритой Быстровой к 100-летию музея.